# Robert Leukauf
 (décembre 2019).
Robert Leukauf, né le 5 avril 1902 à Vienne et mort le 6 septembre 1976 dans la même ville, est un auteur et compositeur autrichien.

## Biographie
Robert Leukauf naît le 5 avril 1902 à Vienne.
Il est le fils du compositeur Gustav Leukauf et de la chanteuse Eugenie Schilhanek. De 1920 à 1926, il étudie la composition avec Joseph Marx et la théorie musicale avec Eusebius Mandyczevski à l'Académie de musique de Vienne, aujourd'hui l'Académie de musique et des arts du spectacle de Vienne. Après de nombreux engagements comme Kapellmeister à l'étranger, Leukauf devient directeur musical du Volkstheater de Vienne en 1951. Il occupe ce poste jusqu'en 1969.